# Armadilloniscus littoralis
Armadilloniscus littoralis är en kräftdjursart. Armadilloniscus littoralis ingår i släktet Armadilloniscus och familjen Detonidae. Utöver nominatformen finns också underarten A. l. madeirae.